# Mordaxt

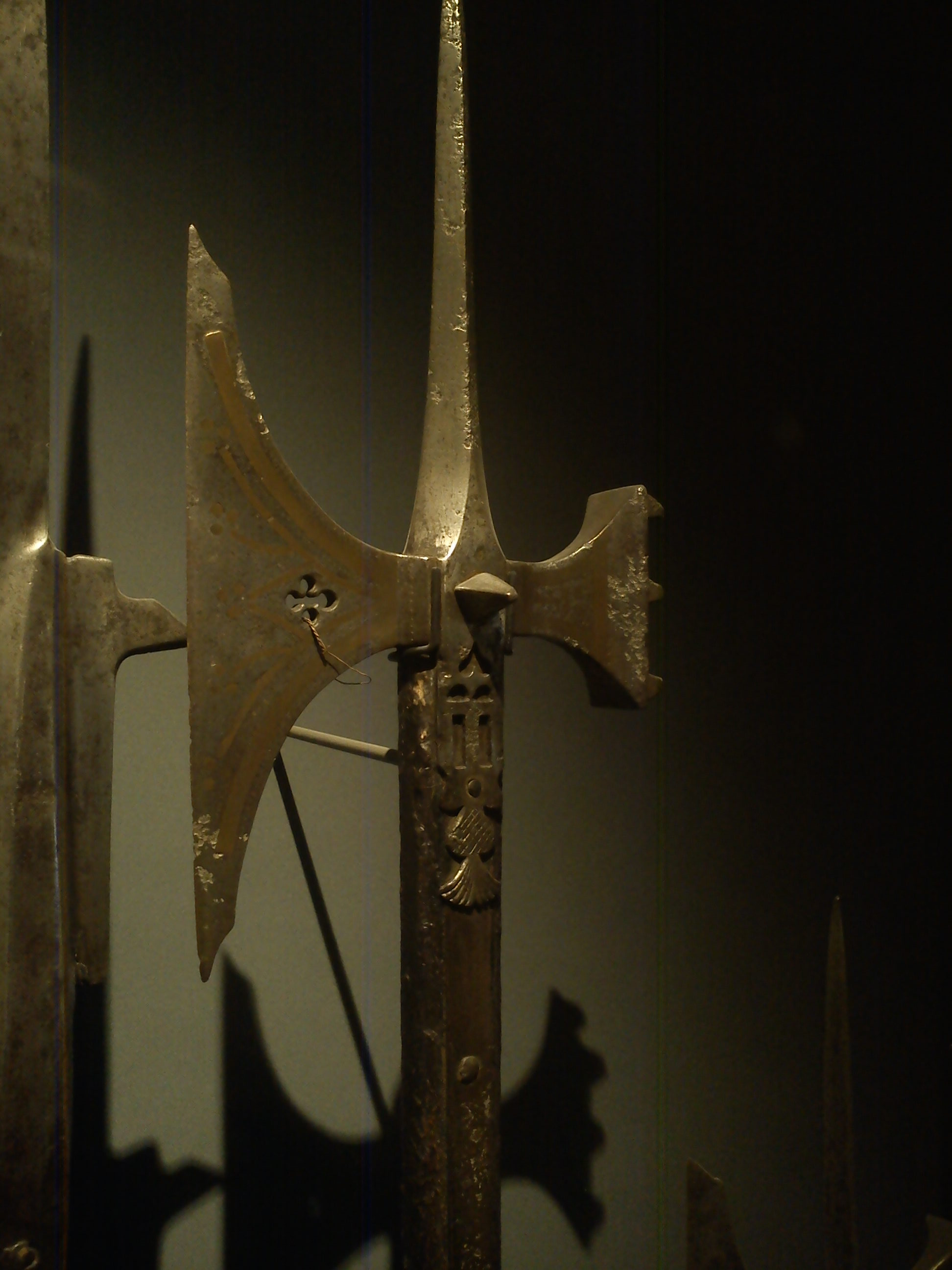
Kopf einer Mordaxt (ca. 1470–1480, Musée de l’Armée)

Die Mordaxt ist eine Stangenwaffe des Spätmittelalters und der Renaissance. Sie ist die verbreitetste Stangenwaffe in den Fechtbüchern, wo sie meist einfach als „Axt“ bezeichnet wird.

## Äußere Beschreibung
Sie ähnelt der Hellebarde, ist im Mittel jedoch etwas kürzer. Wie eine Hellebarde verfügt sie über eine Stoßspitze, weist jedoch gegenüber dem Axtblatt einen Hammerkopf auf. Bei einigen insbesondere späteren Ausführungen ist das Axtblatt durch einen Schlagdorn ersetzt. Damit entspricht sie der (modernen) Bezeichnung Luzerner Hammer. Auch die Kombination von Axtblatt und drei aufgefächerten Dornen auf der gegenüberliegenden Seite kam vor.
Sie ist in der Regel etwas über mannshoch, der Hammerkopf befindet sich meist ungefähr auf Scheitelhöhe. Das Gewicht beträgt nur wenige Kilogramm.

## Handhabung und Einsatz
Im Kampf wird die Waffe meist etwa mittig in schulterweitem Griff gefasst und die Techniken sind dem Stockkampf (dem Kampf mit der „halben Stange“) und dem ebenfalls auf den Kampf in Rüstung spezialisierten Fechten im Halbschwert ähnlich.
Das bekannteste Werk zur Handhabung der Mordaxt ist das „Le Jeu de la Hache“, ein französisches Fechtbuch aus dem frühen 15. Jahrhundert. Aber auch in vielen anderen Fechtbüchern aus dem deutschen und italienischen Sprachraum wird die Handhabung beschrieben. Sie wurde zumeist im Harnischkampf in voller Rüstung eingesetzt. Seltener fand sie auch im „Bloßfechten“, also dem Kampf ohne nennenswerte Schutzbekleidung, Verwendung.

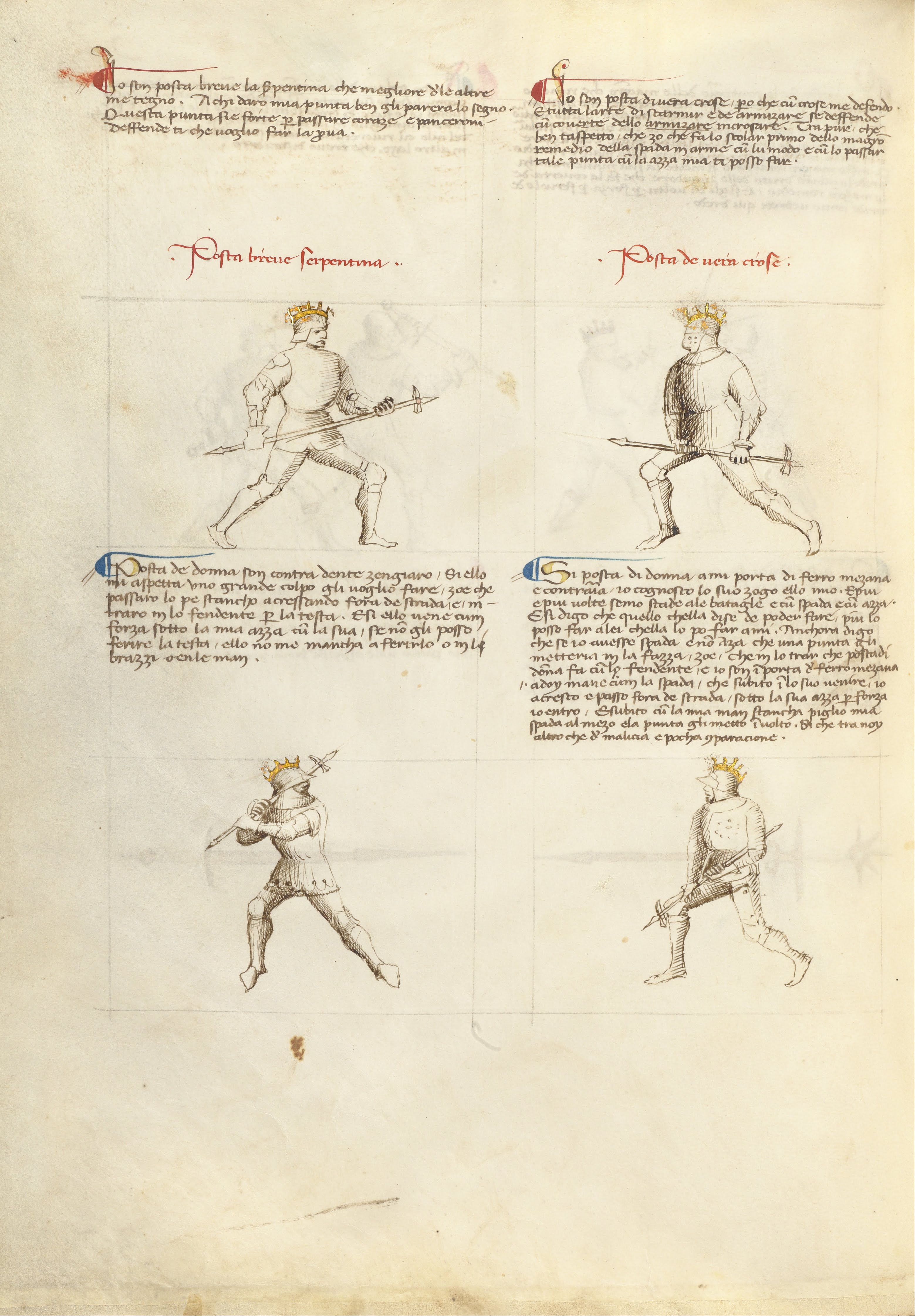
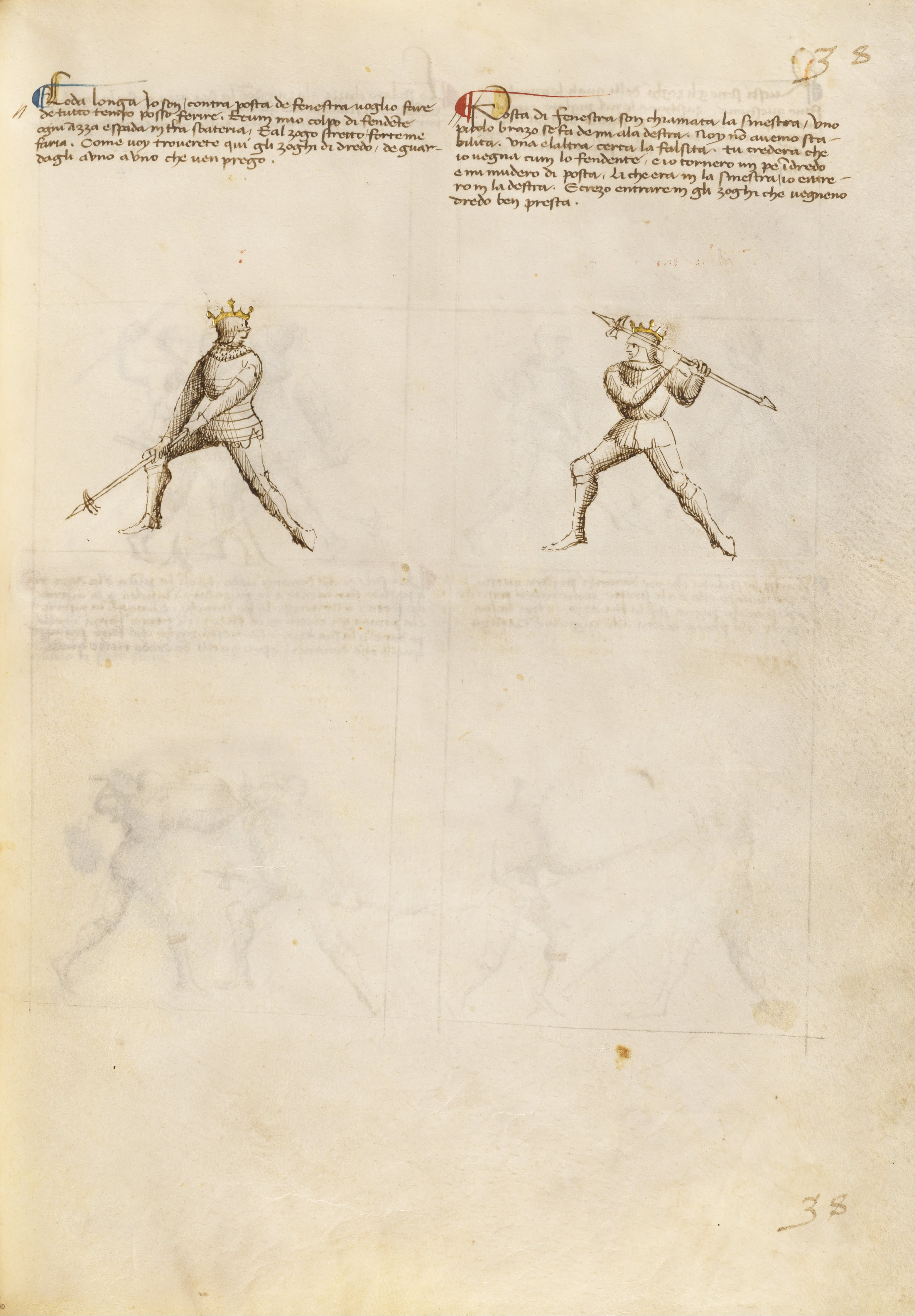
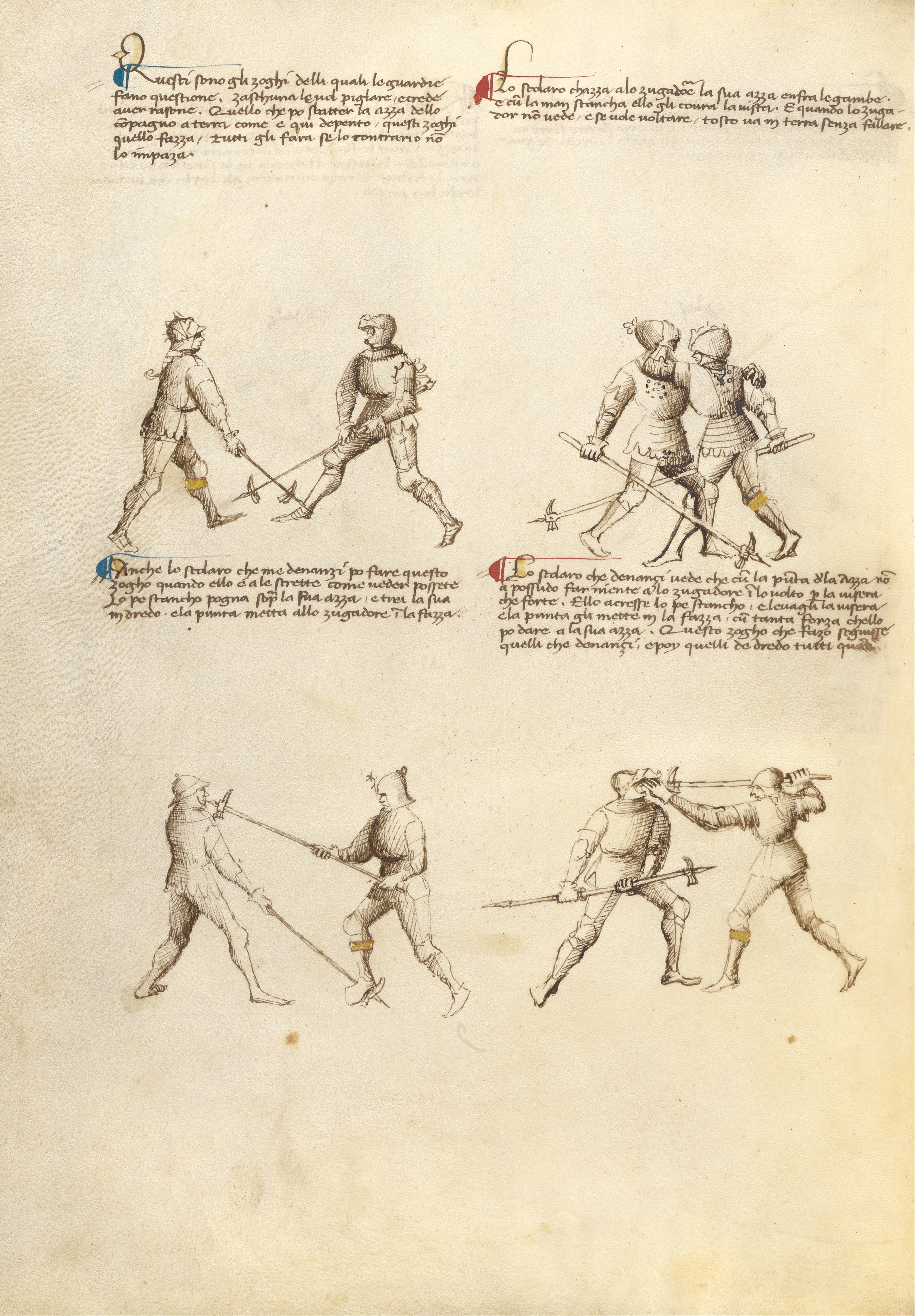
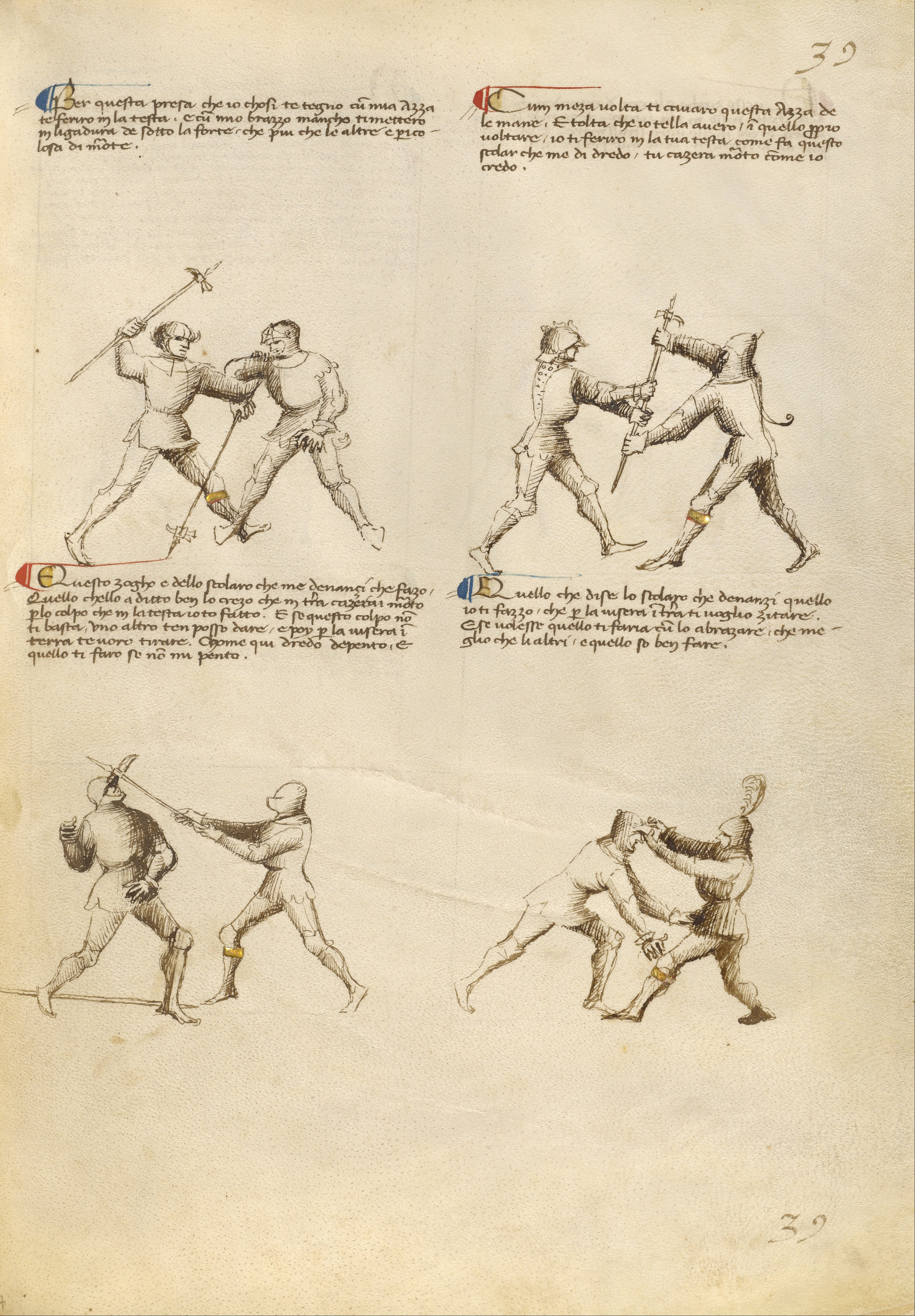

Handhabung und Einsatz der Mordaxt im italienischen Fechtbuch Fior di Battaglia, von Fiore dei Liberi um 1410